# Bulbophyllum horizontale
Bulbophyllum horizontale är en orkidéart som beskrevs av Jean Marie Bosser. Bulbophyllum horizontale ingår i släktet Bulbophyllum och familjen orkidéer. Inga underarter finns listade i Catalogue of Life.